# Lace wig
La lace wig (littéralement « perruque dentelle »), est une perruque dite « indétectable » construite sur une base en dentelle donnant l'impression que les cheveux sortent du cuir chevelu de la personne qui la porte. Particulièrement prisée par les vedettes du monde du divertissement et très utilisée dans le milieu médical chez les patients souffrant d’alopécie, ce type de perruque permet de changer de coiffure en toute discrétion, sans abîmer les cheveux ou le cuir chevelu. Il existe plusieurs types de lace wig,.
- La full lace wig : la dentelle est tout autour du bonnet, et elle est collée sur la périphérie de la ligne de cheveux.
- La front lace wig : la dentelle est à l'avant du bonnet et elle est collée afin d'obtenir un aspect naturel. L'arrière est construit comme une perruque traditionnelle et s'ajuste à l'aide de crochet.
- La lace wig sans colle : construite sur un bonnet que l'on ajuste à l'arrière à l'aide d'un élastique ou comportant un élastique sur tout le pourtour.

## Technique de fabrication
Une lace wig est faite de cheveux humains ou synthétiques, recueillis auprès de femmes ou d'hommes de différentes origines. La plupart des donneurs sont Indiens ou Asiatiques. Les cheveux récoltés auprès de donneurs Européens ou Brésiliens sont plus rares et donc plus chers. Avant d'être utilisés pour confectionner les lace wigs, les cheveux sont lavés, traités et triés afin de conserver les plus robustes. La fixation des cheveux est ensuite effectuée à la main, à l'aide d'un crochet spécial. Ce procédé appelé ventilation est long et très laborieux. Il faut compter une bonne semaine pour faire une lace wig entière. La particularité des lace wigs se situe au niveau du bonnet. Au lieu du traditionnel bonnet synthétique fait de rangées de cheveux, produisant bien souvent une épaisseur artificielle voire une bosse au sommet de la tête, on a une surface très fine et très plate de dentelle transparente ou colorée avec des cheveux noués et non cousus. La lace wig épouse complètement la forme de la tête sans surplus épais. D'autre part l'effet dit indétectable est facilité par le choix de la couleur de la dentelle qui est sélectionnée par rapport à la couleur de peau de la ou du porteur. C'est la dentelle située sur toute la périphérie du bonnet qui est collée à l'aide de colle ou d'adhésifs spéciaux, sur le front et la nuque (pour les modèles de full lace wig),,,,,,.